# نوکیا ۵۷۰۰
نوکیا ۵۷۰۰ یک‌نمونه از گوشی‌های تلفن همراه سری ۵۰۰۰ شرکت نوکیا می‌باشد که توسط همین شرکت به بازار عرضه شده‌است. دارای دوربین ۲ مگاپیکسلی قابل چرخش می‌باشد.